# 의신초등학교
의신초등학교는 대한민국 전라남도 진도군 의신면 돈지리에 있는 공립 초등학교이다.

## 학교 연혁
- 1923년 5월 15일: 의신공립보통학교(4년제) 설립 인가
- 1923년 12월 1일: 의신공립보통학교 개교
- 1938년 4월 1일: 의신공립심상소학교 개편
- 1941년 4월 1일: 의신공립국민학교 개편
- 1949년 4월 1일: 의신국민학교 개편
- 1986년 3월 1일: 유정국민학교 분교장 격하 편입
- 1992년 5월 21일: 명금국민학교 하구자도분교장 폐교 및 본교 통폐합
- 1992년 9월 1일: 명금국민학교 금갑분교장 폐교 및 본교 통폐합
- 1996년 3월 1일: 의신초등학교 개편, 명금초등학교 구자도분교장 폐교 및 본교 통폐합
- 2000년 3월 1일: 명금초등학교 분교장 격하 편입
- 2000년 9월 1일: 접도초등학교 분교장 격하 편입
- 2008년 3월 1일: 유정분교장 폐교 및 본교 통폐합
- 2013년 3월 1일: 명금분교장 폐교 및 본교 통폐합
- 2014년 3월 1일: 의동초등학교 폐교 및 본교 통폐합, 모도분교장 편입
- 2024년 12월 31일: 제101회 졸업식(누계: 6,391명)
- 2025년 3월 1일: 제36대 장정희 교장 취임

## 분교
- 의신초등학교 모도분교
- 의신초등학교 접도분교

## 참고 자료
- 의신초등학교 - 한국교육학술정보원 학교알리미